# Nakaharai Daisuke
Daisuke Nakaharai (sinh ngày 22 tháng 5 năm 1977) là một cầu thủ bóng đá người Nhật Bản.

## Sự nghiệp câu lạc bộ
Daisuke Nakaharai đã từng chơi cho Avispa Fukuoka và Kyoto Sanga FC.